# سین (مجارستان)
سین (به مجاری:  Szin) یک شهرداری در مجارستان است که در ناحیه ادلنی واقع شده‌است. سین ۱۸٫۰۹ کیلومتر مربع مساحت و ۸۰۶ نفر جمعیت دارد.